# AxE (logiciel)
Pour les articles homonymes, voir Axe.
AxE (littéralement, « an X editor ») est un éditeur de texte de la famille Emacs basé sur Xedit, et développé par Jim Wight à l'université de Newcastle upon Tyne.

## Caractéristiques techniques
AxE est un éditeur de texte simple d'utilisation pour X et offre un certain nombre d'améliorations par rapport à Xedit, comme le support de plusieurs fenêtres, de plusieurs buffers, un explorateur de fichier avec navigation, etc. Le manuel Info est écrit au format axinfo pour améliorer la lecture et la navigation.
AxE offre enfin la possibilité d'utiliser Tcl comme un langage d'extension.

## Licence
La redistribution commerciale d'AxE n'est pas autorisée. Ce n'est donc pas un logiciel libre.
```
* Copyright 1994 The University of Newcastle upon Tyne
* Permission to use, copy, modify and distribute this software and its
* documentation for any purpose other than its commercial exploitation
* is hereby granted without fee, provided that the above copyright
* notice appear in all copies and that both that copyright notice and
* this permission notice appear in supporting documentation, and that
* the name of The University of Newcastle upon Tyne not be used in
* advertising or publicity pertaining to distribution of the software
* without specific, written prior permission. The University of
* Newcastle upon Tyne makes no representations about the suitability of
* this software for any purpose. It is provided "as is" without express
* or implied warranty.
```